# Municipio de Olean
El municipio de Olean (en inglés: Olean Township) es un municipio ubicado en el condado de Spink en el estado estadounidense de Dakota del Sur. En el año 2010 tenía una población de 31 habitantes y una densidad poblacional de 0,33 personas por km².

## Geografía
El municipio de Olean se encuentra ubicado en las coordenadas 45°6′36″N 98°2′36″O / 45.11000, -98.04333. Según la Oficina del Censo de los Estados Unidos, el municipio tiene una superficie total de 93.47 km², de la cual 93,47 km² corresponden a tierra firme y (0 %) 0 km² es agua.

## Demografía
Según el censo de 2010, había 31 personas residiendo en el municipio de Olean. La densidad de población era de 0,33 hab./km². De los 31 habitantes, el municipio de Olean estaba compuesto por el 100 % blancos. Del total de la población el 0 % eran hispanos o latinos de cualquier raza.